# Вулиця Кондукторська (Львів)
Вулиця Кондукторська — вулиця у Франківському районі міста Львова, місцевість Богданівка. Сполучає вулиці Городоцьку та Любінську, утворюючи перехрестя з вулицею Сулими. Прилучається вулиця Зигзаг.

## Історія
Вулиця виникла на початку XX століття в межах підміського села Богданівка. Після входження селища до меж міста, вулиці колишнього села були перейменовані або ж новоутвореним вулицям надавалися певні назви. Так, у 1928 році отримала сучасну назву — Кондукторська. Назва вулиці, як і сусідніх вулиць Сигнальної, Паровозної, Вагонної тощо, пов'язана із близькістю Головного та Приміського вокзалів Львова: на початку XX століття цей район заселявся переважно працівниками залізниці.
Під час німецької окупації Львова з 1943 року по липень 1944 року мала назву Шаффнерґассе.

## Забудова
Забудова вулиці досить різноманітна: тут можна зустріти одно- та двоповерхові конструктивістські будинки 1930-х років, будинки барачного типу, зведені у 1950-х роках, типові чотириповерхівки 1960-х років, сучасні садиби. В будинку під № 18 розташований Львівський дошкільний навчальний заклад ясла-садок № 128 Львівської міської ради Львівської області. З архітектурної точки зору цікавими є будинок під № 28 — колишня вілла «Wiera», та будинок під № 30, зведені на початку XX століття.